# Девлин, Кэмерон
Кэмерон Девлин (англ. Cameron Devlin; ) — австралийский футболист, полузащитник шотландского клуба «Хартс».
Выступал за клубы «Сидней», «Веллингтон Феникс», а также национальную сборную Австралии.

## Клубная карьера
Начал заниматься футболом в Сатерленде, пригороде Сиднея. До 2015 года играл за команду «Сатерленд Шаркс», а затем перешёл в клуб «Уэстерн Сидней Уондерерс». Через два года стал игроком клуба «Сидней», играл за молодёжный состав, принял участие в чемпионате молодёжной А-Лиги в сезоне 2017/18 годов. Во взрослом футболе дебютировал в 2018 году выступлениями за клуб «Сидней», присоединившись к первой команде перед стартом сезона А-Лиги 2018/19 годов. В клубе провёл один сезон, приняв участие в 7 матчах чемпионата.
4 июля 2019 года Девлин подписал двухлетний контракт с новозеландским клубом «Веллингтон Феникс». За два года в клубе принял участие в более чем 40 матчах, забил один гол в чемпионате.
28 июня 2021 года было объявлено, что Девлин подписал двухлетний контракт с клубом «Ньюкасл Юнайтед Джетс». Однако до августа 2021 года, ещё до начала футбольного сезона, была достигнута договорённость о трансфере игрока между «Джетс» и шотландским клубом «Хартс», в который он и перешёл.

## Выступления за сборные
В 2021 году защищал цвета олимпийской сборной Австралии. В составе этой команды провёл 1 матч на Олимпийских играх 2020 года в Токио.
В 2022 году дебютировал в официальных матчах в составе национальной сборной Австралии.
В составе сборной был участником чемпионата мира 2022 года в Катаре.